# Дацько Петро Семенович
Петро Семенович Дацько (нар. 18 січня 1927, село Станіславчик, тепер Жмеринського району Вінницької області — 19 серпня 2007, Одеса) — український радянський партійний діяч, 1-й секретар Одеського міськкому КПУ. Депутат Верховної Ради УРСР 10-го скликання. Кандидат у члени ЦК КПУ в 1981—1986 р.

## Життєпис
Народився в селянській родині. З 1944 року служив у Радянській армії. Учасник німецько-радянської війни.
Член ВКП(б) з 1949 року.
Освіта вища. Закінчив Одеський політехнічний інститут.
У 1953—1957 роках — голова об'єднаного комітету профспілки 2-го тресту їдалень і ресторанів міста Одеси.
У 1957—1962 роках — 2-й секретар Ленінського районного комітету КПУ міста Одеси.
З червня 1962 по 1965 рік — 1-й секретар Ленінського районного комітету КПУ міста Одеси.
У 1965—1970 роках — директор Одеського машинобудівного заводу «Червона гвардія».
У 1970—1975 роках — 1-й секретар Приморського районного комітету КПУ міста Одеси.
З 1975 по квітень 1977 року — 2-й секретар Одеського міського комітету КПУ Одеської області.
З квітня 1977 по 27 грудня 1984 року — 1-й секретар Одеського міського комітету КПУ.
Потім — директор Всесоюзного Науково-інженерного центру «Біотехніка»; директор Одеського філіалу «Російського акціонерного комерційного банку».
У 1993—1999 роках — голова правління Банку «Південний» у місті Одесі. З 1999 року — почесний голова правління Банку «Південний» у місті Одесі

## Нагороди
- орден Вітчизняної війни 2-го ст. (6.04.1985)
- ордени
- медалі